# Rico Parpan
Rico Parpan (* 14. April 1979) ist ein ehemaliger Schweizer Skispringer.

## Werdegang
Parpan, der für den Skiclub Alpina St. Moritz startete, sprang erstmals in der Saison 1994/95 im Continental Cup (COC). Seine ersten beiden Saisons verliefen jedoch erfolglos. So landete er mit nur je zwei erreichten COC-Punkten beide Jahre auf dem 127. Platz in der COC-Gesamtwertung. Am 14. Januar 1996 bestritt er sein erstes Springen im Skisprung-Weltcup. Beim Springen in Engelberg erreichte er am Ende den 47. Platz. Auch ein Jahr später sprang er in Engelberg und kam diesmal auf den 44. und den 43. Platz. Bei der Skiflug-Weltmeisterschaft 1998 in Oberstdorf wurde Parpan 45. Zur Weltcup-Saison 1998/1999 gehörte er erstmals fest zum Schweizer Kader. Im ersten Springen im französischen Chamonix kam er jedoch über den 49. und damit vorletzten Platz nicht hinaus. Eine Woche später am 12. Dezember 1998 konnte er jedoch in Oberhof mit dem 27. Platz erstmals Weltcup-Punkte gewinnen. Auch im Januar in Sapporo gewann er mit Platz 23 erneut Weltcup-Punkte. Es war zudem die höchste Einzelplatzierung seiner Karriere. Nach eher erfolglosen Springen beendete er die Saison auf dem 74. Platz in der Weltcup-Gesamtwertung. Auch im Continental Cup konnte er anschliessend keine positiven Ergebnisse erzielen und kam erneut nur auf den 127. Platz in der Saison-Gesamtwertung 1999/2000. Am 18. März 2000 sprang er beim Weltcup-Teamfliegen in Planica, wo er gemeinsam mit Marco Steinauer, Sylvain Freiholz und Bruno Reuteler den 9. Platz erreichte, seinen letzten internationalen Wettkampf.